# ائیزخ
اَئیزَخَ نام کوهی است که در اوستا نام آن آمده است. این واژه به‌همراه نام ۱۰  کوه دیگر، در بند ۴ زامیاد یشت آمده است که از مکان امروزین آن‌ها اطلاعی در دست نیست.